# Merian (slægt)
Merian (Origanum) er en planteslægt, der er udbredt i Europa og Asien, og nogle af arterne er naturaliseret i Nordamerika. Her omtales kun de arter, som er vildtvoksende i Danmark, eller som dyrkes og har økonomisk betydning her.
| Arter |

- Almindelig merian (Origanum vulgare) – Vild oregano
- Havemerian (Origanum majorana)
- Tyrkisk merian (Origanum onites)